# Carboxybenzyle
Pour les articles homonymes, voir CBZ.
Carboxybenzyle ou Cbz ou Z est un groupe protecteur d'amines en synthèse organique. Il est communément utilisé pour la synthèse peptidique et est formé par réaction d'une amine avec le chloroformiate de benzyle  et une base faible :
Le radical carboxybenzyle est utilisé pour protéger les amines des électrophiles. Les amines ainsi protégées peuvent être déprotégées par une hydrogénation catalytique ou par traitement avec le bromure d'hydrogène (HBr), qui produit un acide carbamique qui se décarboxyfie facilement pour former l'amine libre.
Cette méthode de protection avec Cbz a été mise au point par Max Bergmann en 1932 pour la synthèse de peptides.